# Weipoortse Vliet
Le Weipoortse Vliet est une petite rivière néerlandaise de la Hollande-Méridionale.
Le Weipoortse Vliet est un affluent du Vieux Rhin, situé sur le territoire de la commune de Zoeterwoude. Il est relié au Noord Aa à proximité du hameau de Zoeterwoude-Weipoort. Près de la brasserie Heineken à Zoeterwoude-Rijndijk, le Weipoortse Vliet se jette dans le Vieux Rhin.
Au Moyen Âge, ce cours d'eau fut connu sous le nom de Swet ou Suet. Il est probable que le village de Zoeterwoude et la ville de Zoetermeer empruntent leurs noms à ce cours d'eau.

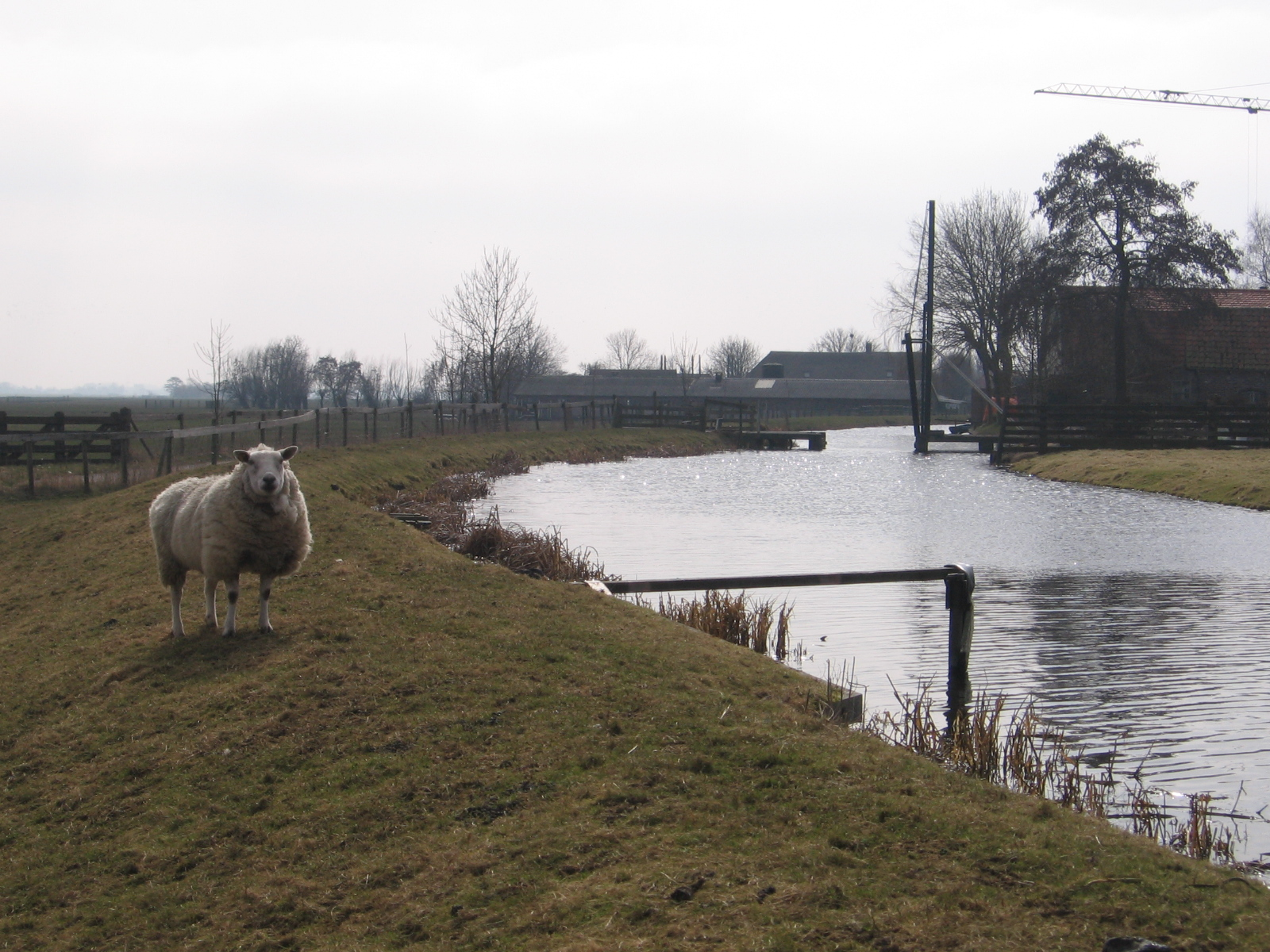
Weipoortse Vliet

## Source
- (nl) Cet article est partiellement ou en totalité issu de l’article de Wikipédia en néerlandais intitulé « Weipoortse Vliet » (voir la liste des auteurs).